# Simca 1307
Simca-Chrysler 1307/1308/1309 - сімейство середньорозмірних автомобілів, що випускалися французьким виробником Simca, які входили в ті роки в американську корпорацію Chrysler на правах самостійного відділення Chrysler Europe, з 1975 по 1980 рік. У 1978 Simca відійшла у власність до PSA Peugeot Citroën, і з 1980 року автомобіль, котрий зазнав рестайлінг, випускали під маркою Talbot. На різних ринках зустрічалися такі позначення, як Simca 1307, Talbot 1510, Talbot Alpine, Chrysler Alpine, Chrysler 150, Talbot 150. Седан тієї ж моделі ніс позначення Talbot Solara. Автомобіль проектувався в рамках платформи Chrysler C6 — передньопривідного проекту для заміни моделі SIMCA 1500, з прицілом на конкуренцію в класі Ford Taunus.

## Опис

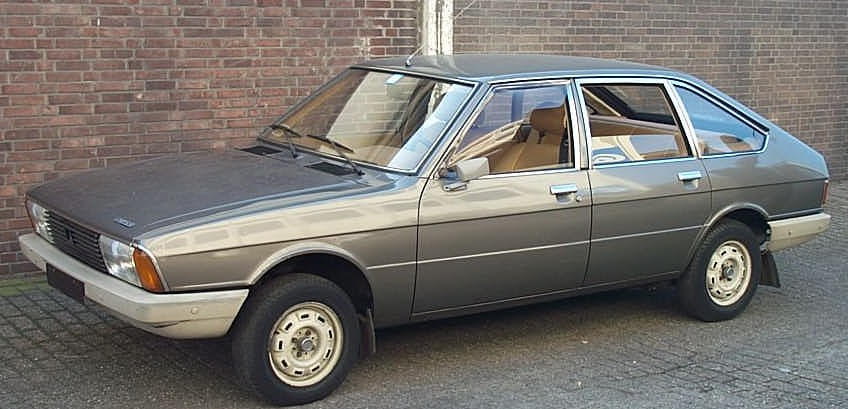
Simca 1307 (1975-1979)

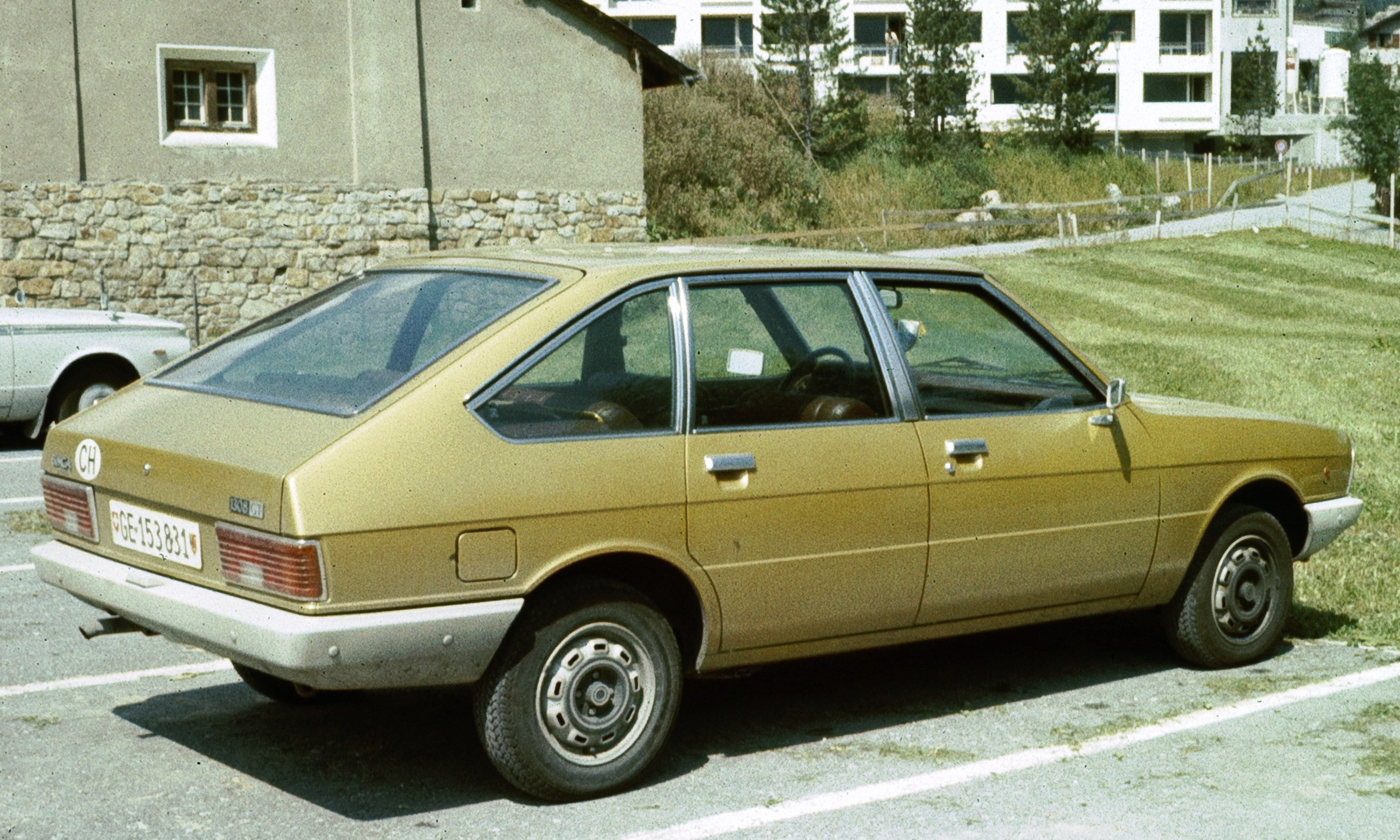
Simca 1308GT

Модель була представлена на Паризькому автосалоні 1975 року та отримала в цілому позитивне враження, особливо велике враження на присутніх справив на публіку обсяг і просторість салону. З технічної точки зору, автомобіль був збільшений варіант платформи моделі «1100», але по дизайну був набагато сучаснішим, - для свого часу навіть, можливо, авангардним.

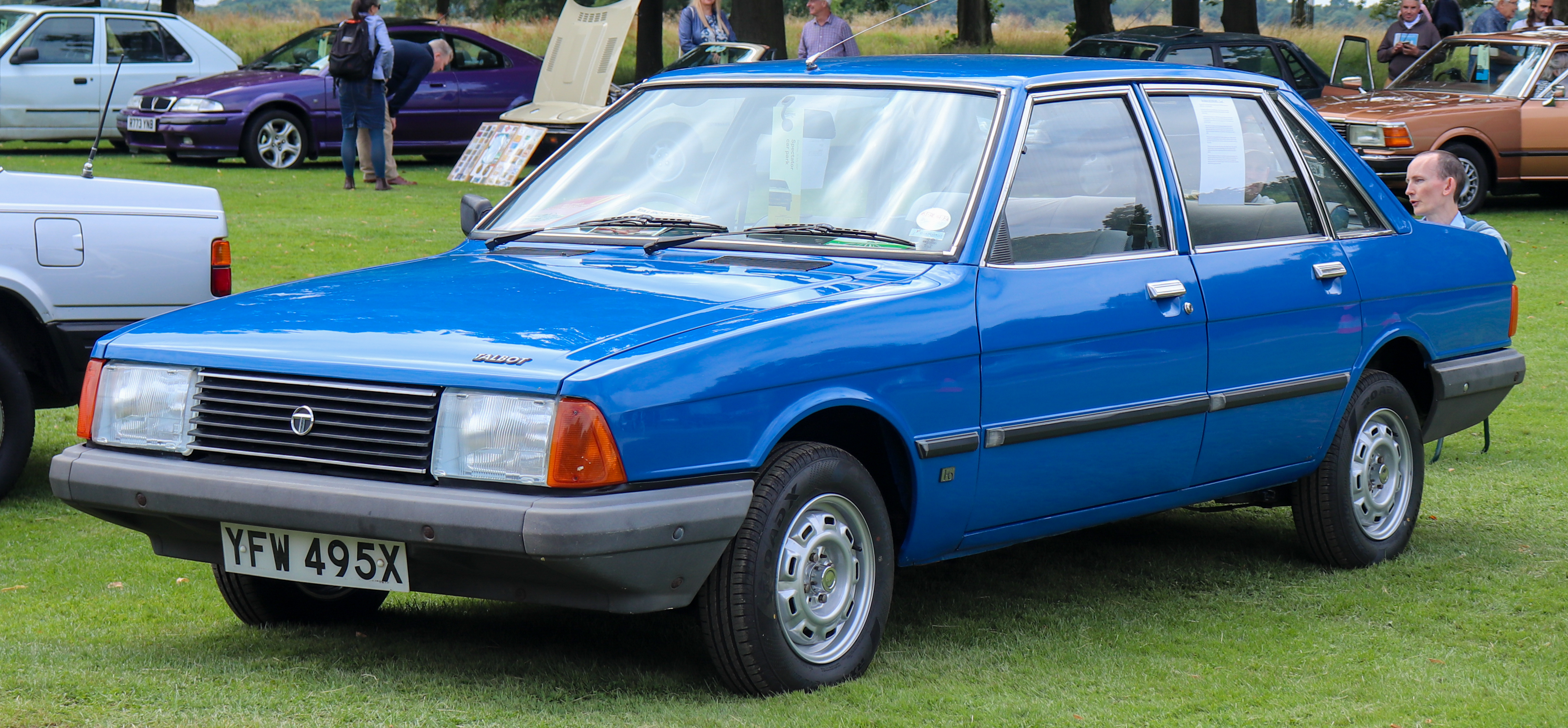
Talbot Solara

Нова Simca була створена в середині сімдесятих років як відповідь на Renault 16 так званого «сімейного» класу з кузовом «хетчбек» - об'ємнішими, ширшими і комфортабельнішими типових «малолітражок», але меншими і більш економічними в порівнянні з моделями середнього літражу. Приблизно в той же час були представлені побудовані за схожою концепцією моделі Volkswagen Passat B1 і Renault 20.
Автомобіль відрізнявся містким салоном і досить прогресивною конструкцією - передній привід з поперечним розміщенням двигуна, торсіонна підвіска передніх коліс за зразком американських моделей Chrysler і незалежна задня. Примітний як один з перших випадків застосування об'ємних інтегрованих пластикових бамперів, поява яких виявило істотний вплив на автодизайн.
У 1976 році автомобілю було присвоєно титул Європейський автомобіль року. Тим часом, на практиці у покупців Simca 1307 і її аналоги ніколи не були особливо популярні. Особливі нарікання викликали невисока якість збірки в цілому і дуже поганий захист від корозії, а також застарілі двигуни, найбільшим з яких був 1,6-літровий, в той час, як конкуренти, наприклад Ford Taunus/Ford Cortina або Opel Rekord, в верхніх комплектаціях оснащувалися двигунами об'ємом аж до 2,0 ... 2,3 літра.
Вузли і агрегати моделі Simca 1307 були максимально уніфіковані з моделями проекту Chrysler C2 - Simca Horizon/Chrysler Horizon, який з дизайнерської точки зору повинен був виглядати як «менший брат» Simca 1307. Надалі ця платформа стала відправною точкою для розробки базової платформи (Chrysler K platform) для передньопривідних автомобілів, що випускаються корпорацією Chrysler. Таким чином, це ріднить модель Simca 1307 з більшістю легкових моделей компанії Chrysler 1980-х років.
В СРСР в кінці сімдесятих років кузов автомобіля був використаний для прискорення робіт з проектування моделі «Москвич-2141», причому потреба в залученні іноземного прототипу була викликана раптовістю ухвалення галузевим міністерством рішення про створення передньопривідного автомобіля замість раніше запланованих до виробництва задньопривідних (див. «Москвичі серії 3-5» і «Москвичі серії С») і була сприйнята колективом конструкторів і дизайнерів АЗЛК вкрай негативно.
В ході робіт з проектування передок і агрегатна частина були сконструйовані повністю заново, а кузов Simca, починаючи від передньої стійки даху, використовувався лише на ранній стадії в якості "носія агрегатів» та основи пластилінового макету (як згадував дизайнер Ігор Зайцев, перший макет кузова « москвича »ліпили з пластиліну на поверхні кузова Simca без агрегатів; пізніше були спроектовані нові кузовні панелі зміненої форми, хоча структура каркаса кузова залишилася багато в чому недоторканою.

## Двигуни
- 1.3 L Type 315 ohv I4
- 1.4 L Type 315 ohv I4
- 1.6 L Type 315 ohv I4